# Ian Uttley
Ian Uttley (ur. 3 grudnia 1941 w Christchurch, zm. 15 września 2015 niedaleko Te Pohue) – nowozelandzki rugbysta, reprezentant kraju, następnie trener i działacz sportowy.
Urodzony w rodzinie związanej z rugby – zarówno dziadek, jak i ojciec reprezentowali regionalne zespoły. Uczęszczał do Wellington College, gdzie był przewodniczącym (head prefect) oraz kapitanem zespołów lekkoatletycznego i rugby, a następnie na Uniwersytet Wiktorii, gdzie występował w uniwersyteckim zespole rugby. Z Victoria University w 1966 roku zwyciężył w lokalnych rozgrywkach Jubilee Cup, który to sukces klub powtórzył dopiero w 2015 roku.
Na poziomie regionalnym reprezentował Wellington w latach 1961–1965, a następnie w roku 1968, zaliczając łącznie 52 występy, w tym triumf w meczu ze Springboks. Po jednym sezonie grał także dla Auckland i Bay of Plenty. Kontuzja, której w 1963 roku doznał Paul Little, utorowała mu drogę do nowozelandzkiej reprezentacji, w barwach All Blacks rozgrywając dwa zwycięskie testmecze przeciwko Anglii. W latach 1963 i 1965 grał też dla zespołu New Zealand Universities.
Pracował zawodowo w Shell Oil. Nie stracił jednak kontaktu ze sportem, był bowiem trenerem i selekcjonerem, a także działaczem New Zealand Universities Rugby Football Council.
Przez pięćdziesiąt lat żonaty z Christine, z którą miał czwórkę dzieci. Zginął wraz z żoną w wypadku samochodowym na New Zealand State Highway 5 niedaleko Te Pohue.